# ConVoi
ConVoi è il sedicesimo album in studio del cantautore italiano Claudio Baglioni, pubblicato il 22 ottobre 2013 dalla Sony Music.

## Descrizione
ConVoi è il primo disco di inediti del cantante dopo Sono io - L'uomo della storia accanto, pubblicato nel 2003, e raccoglie gli undici singoli appartenenti all'omonimo progetto lanciato da Baglioni il 5 maggio 2013 (data di pubblicazione della title track Con voi) e pubblicati con cadenza bisettimanale attraverso l'iTunes Store fino al 1º ottobre, data di pubblicazione dei singoli Gli anni della gioventù e Come un eterno addio. A questi singoli si aggiungono anche il brano Una storia vera (pubblicato come singolo nello stesso giorno di pubblicazione dell'album) e tre interludi, intitolati semplicemente Introduzione, Intermezzo e Finale.

## Tracce
Testi e musiche di Claudio Baglioni.
1. Introduzione – 1:16
2. Con voi – 5:58
3. Dieci dita – 5:54
4. E noi due là – 6:04
5. In un'altra vita – 6:32
6. Come un eterno addio – 5:23
7. E chi ci ammazza – 5:45
8. Intermezzo – 1:15
9. In cammino – 6:38
10. Una storia vera – 6:13
11. Gli anni della gioventù – 5:58
12. Va tutto bene – 5:22
13. L'ultima cosa che farò – 5:03
14. Isole del sud – 5:19
15. Finale – 1:51

## Formazione
- Claudio Baglioni – voce
- Paolo Gianolio – chitarra, basso, tastiera e programmazione
- Elio Rivagli – batteria
- Gavin Harrison – batteria
- Serena Bagozzi, Roberta Granà, Lola Feghaly, Antonella Pepe, Moreno Ferrara, Silvio Pozzoli – cori
- Fabrizio Bosso – tromba

## Classifiche
| Classifica (2013) | Posizione massima |
| ----------------- | ----------------- |
| Italia            | 2                 |
| Svizzera          | 99                |